# 托爾蒂
托爾蒂（西班牙語：Tortí），是巴拿馬的城鎮，位於該國中東部，由巴拿馬省的切波區負責管轄，面積974.5平方公里，2010年該城鎮人口9,297，人口密度每平方公里9.5人。